# Bahnhof Lindenholzhausen
Der Bahnhof Lindenholzhausen ist ein Haltepunkt an Streckenkilometer 63,4 der von Frankfurt (Main) Hauptbahnhof nach Limburg (Lahn) führenden Main-Lahn-Bahn im Limburger Stadtteil Lindenholzhausen. Der Haltepunkt liegt im Tarifgebiet des Rhein-Main-Verkehrsverbundes (RMV) und besitzt zwei Bahnsteiggleise.

## Geschichte
Seit dem Bau der Main-Lahn-Bahn im Jahre 1875 verläuft deren Strecke auch östlich des Limburger Stadtteils Lindenholzhausen. Die gesamte, zunächst eingleisige Strecke mit dem Streckenabschnitt Eschhofen–Niederselters wurde am 1. Februar 1875 eröffnet. 1911 wurde mit dem zweigleisigen Ausbau der Strecke begonnen, welcher 1913 beendet war. Somit gab es auch in Lindenholzhausen zwei Richtungsgleise.
In der Gemarkung Lindenholzhausen überquerte der Weg vom Dorf zur Lindenmühle und weiter aufs „Hochfeld“ die Bahnlinie. Deshalb wurde hier ein beschrankter Bahnübergang angelegt. Ferner errichtete man dort für den Schrankenwärter und seine Familie ein Bahnhaus mit einem Stall und einem Brunnen. Auch erfolgte in der Kurve hinter dem „Scheid“ der Bau einer Bahnunterführung für Schafe. Aber die Anlage eines örtlichen Bahnhaltepunkts und eines Bahnhofs sahen die damaligen Pläne nicht vor.
Somit fuhren die Züge an Lindenholzhausen vorbei. Die hiesigen in Limburg beschäftigten Arbeitnehmer hatten weiterhin den jeweils einstündigen Hin- und Rückweg zu Fuß zurückzulegen. Das war bei der damaligen täglichen Arbeitszeit von zehn und mehr Stunden eine zusätzliche Belastung. Für weitere Fahrten wie beispielsweise ins Rhein-Main- oder ins Ruhrgebiet mussten die zwei bzw. drei Kilometer entfernt gelegenen Bahnhöfe in Eschhofen oder Niederbrechen aufgesucht werden.
Nachdem die Gemeinde 1913 willens war, sich bei der Errichtung eines Haltepunkts mit 10.000 Mark zu beteiligen, konnte am 12. bzw. am 14. August 1914, also zwei Wochen nach dem Kriegseintritt des Deutschen Reiches in den Ersten Weltkriegs (1914 – 1918), ein entsprechender Vertrag unterzeichnet werden.
In der Folge wurden ein kleines Bahnhofsgebäude, ein Toilettenhäuschen, Bahnsteige in beiden Fahrtrichtungen, Stellwerk für eine Blockstelle mit zwei Signalen, erforderliche Absperrungen und eine Schrankenanlage für den Bahnübergang zu den neu angelegten Wegen zur Lindenmühle und aufs „Hochfeld“ errichtet.
Nach den im Hessischen Hauptstaatsarchiv befindlichen Unterlagen der preußischen Eisenbahndirektion Frankfurt/Main war der Haltepunkt in Lindenholzhausen am 2. September 1918 voll betriebsbereit. Allerdings hielten hier aufgrund von kriegsbedingten Bestimmungen zur Einsparung von Kohle zunächst noch keine Züge.
Erst am 10. Juli 1919, einem Donnerstag, erfolgte die ersehnte Eröffnung des Bahnhaltepunktes (Hp) in Lindenholzhausen, nachdem dort seit 44 Jahren die Züge vorbei gefahren waren. Bürgermeister Georg Rompel (1870 – 1955) mit der Gemeindevertretung sowie sämtliche Schulkinder mit ihren Lehrpersonen und große Teile der Bevölkerung kamen um 14:00 Uhr begleitet von einer Musikkapelle fahnenschwenkend zum festlich geschmückten neuen Bahnhof, um an dem für Lindenholzhausen so bedeutsamen Tag Zeugen dieses Ereignisses zu sein.
Im Zuge von Rationalisierungsmaßnahmen erfolgte am Lindenholzhäuser Bahnhof zum 1. Januar 1976 die Einstellung der Gepäck- und Expressgut-Annahme. Nach Inbetriebnahme eines Fahrkartenautomaten wurde ab 1. September desselben Jahres der Fahrkartenverkauf am Schalter eingestellt. Schließlich sind seit 1. Juni 1977 hier keine Bahnbedienstete mehr beschäftigt, sodass auch die seitherige Blocksignalanlage außer Betrieb genommen werden konnte.
Nachdem sich für das Bahnhofsgebäude keine anderweitige Verwendung gefunden hatte, wurde es im Jahre 1994 abgebrochen, und auf seinem Gelände errichtete man eine Park-and-ride-Anlage sowie Eine Bike-and-Ride-Anlage.
1986 wurde der Streckenabschnitt Niedernhausen–Limburg – an welchem auch der Haltepunkt Lindenholzhausen liegt – elektrifiziert.

## Betrieb

### Bahnsteige und Gleise
Der Haltepunkt besitzt heute zwei Gleise mit je einem Seitenbahnsteig. Hier halten bis auf die Regional-Express-Züge der Linie RE 20 alle auf der Main-Lahn-Bahn verkehrende Züge.
- Bahnsteig 1 (Höhe: 24 cm; Länge: 301 m[2]): Richtung Limburg (Lahn)
- Bahnsteig 2 (Höhe: 30 cm; Länge: 209 m[2]): Richtung Niedernhausen–Frankfurt (Main)/Wiesbaden

Die Bahnsteige werden von einem Bahnübergang getrennt, der als Zuwegung zum Bahnsteig dient. Dabei liegt Gleis 2 südlich vom Bahnübergang und Gleis 1 nördlich vom Bahnübergang.

### ÜberleitstelleLindenholzhausender Schnellfahrstrecke Köln–Rhein/Main
Neben dem Haltepunkt Lindenholzhausen existiert auf der nahe gelegenen Schnellfahrstrecke Köln–Rhein/Main eine ebenfalls unter der Betriebsstellenbezeichnung Lindenholzhausen geführte Überleitstelle. Der Gleiswechsel mit zwei Weichen liegt südlich des Bahnhofs Limburg Süd.

## Verkehrsangebot

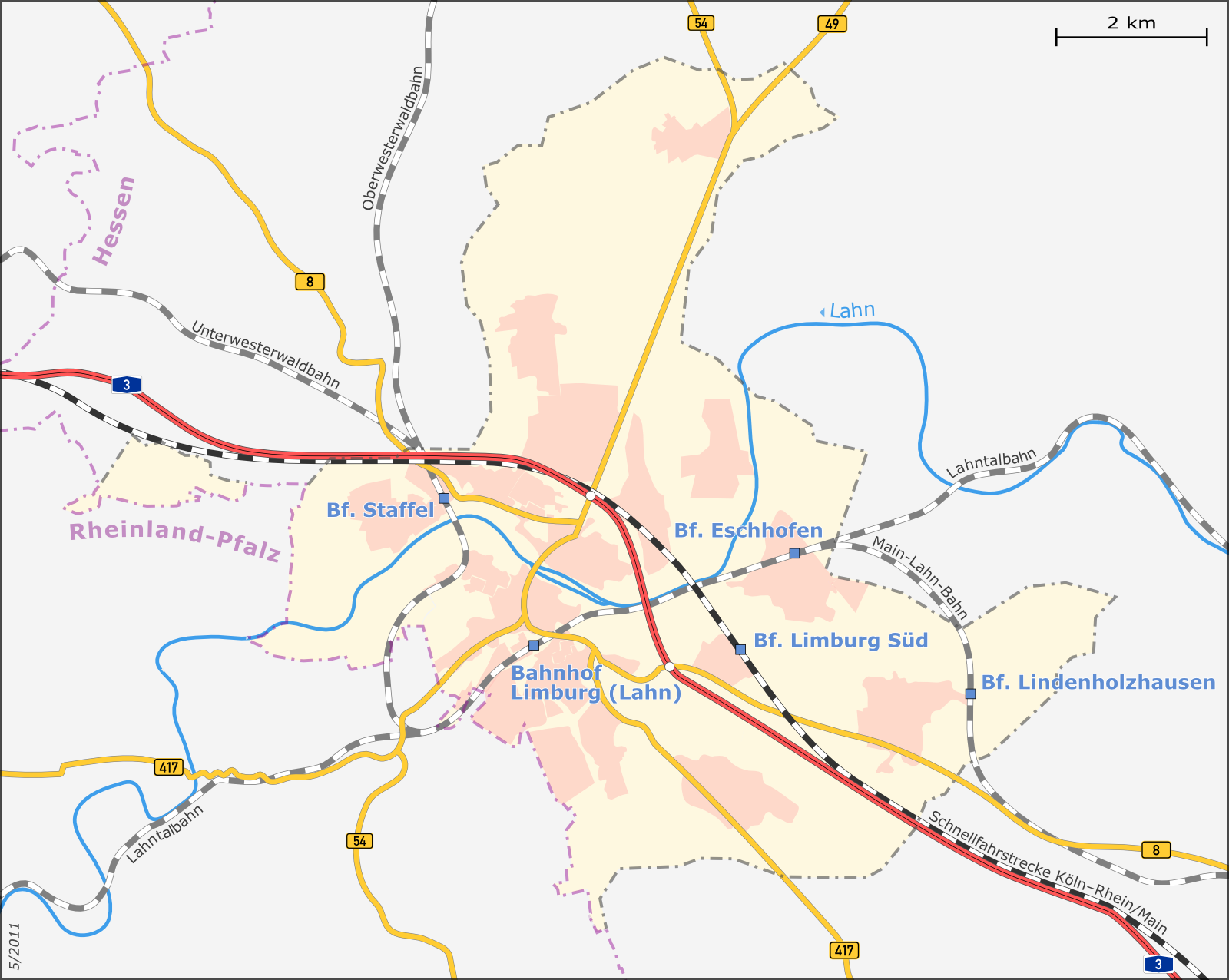
Lage des Bahnhofs Lindenholzhausen in Limburg a.d. Lahn

| Linie | Verlauf | Takt                             | Betreiber      |
| ----- | --- | -------------------------------- | -------------- |
| RB 21 | Ländchesbahn: Wiesbaden Hbf – Wiesbaden-Erbenheim – Wiesbaden-Igstadt – Auringen-Medenbach – Niedernhausen (Taunus) – Idstein (Taunus) – Wörsdorf – Bad Camberg – Niederselters – Oberbrechen – Niederbrechen – Lindenholzhausen – Eschhofen – Limburg (Lahn) Stand: Fahrplanwechsel Dezember 2021 | einzelne Fahrten                 | HLB Hessenbahn |
| RB 22 | Main-Lahn-Bahn: Frankfurt (Main) Hbf – Frankfurt-Höchst – Hofheim (Taunus) – Niedernhausen (Taunus) – Idstein (Taunus) – Wörsdorf – Bad Camberg – Niederselters – Oberbrechen – Niederbrechen – Lindenholzhausen – Eschhofen – Limburg (Lahn) Stand: Fahrplanwechsel Dezember 2021                 | 30/60 min (+ Verstärker zur HVZ) | DB Regio Mitte |